# Swisse
Swisse是澳大利亞一个维生素、營養補充品和护肤品公司，於1969年成立，总部位于墨尔本， 2016年，該公司被总部位于香港的中国公司Health & Happiness收購。該公司的產品存在誇大宣傳等問題。